# Томар (Карагандинская область)
Томар (каз. Томар) — село в Каркаралинском районе Карагандинской области Казахстана. Административный центр и единственный населённый пункт Томарского сельского округа. Код КАТО — 354881100.

## Население
В 1999 году население села составляло 1323 человека (658 мужчин и 665 женщин). По данным переписи 2009 года, в селе проживало 955 человек (480 мужчин и 475 женщин).